# 변정실
변정실(卞庭實)은 고려의 학자이자 한국 성씨인 초계 변씨의 시조이다.
당나라에서 예부상서를 지낸 변원이 743년 팔학사의 한 사람으로 『효경』 등을 가지고 신라에 파견되어 변원의 후손이기도 하다.
변정실은 성종 때 문과에 급제한 후 문하시중을 지내다가 팔계군에 봉해졌다.